# Up in the Air
Up in the Air és una pel·lícula estatunidenca dirigida per Jason Reitman i estrenada l'any 2009. Es tracta d'una adaptació cinematogràfica de la novel·la In the Air de 2001, escrita per Walter Kirn. És la tercera pel·lícula de Jason Reitman com a director després de Thank You for Smoking (2006) i Juno (2007). Nominada a sis Globus d'Or, finalment s'emportà el de millor guió pel mateix Jason Reitman i Sheldon Turner.

## Repartiment
- George Clooney: Ryan Bingham
- Vera Farmiga: Alex
- Anna Kendrick: Natalie Keener
- Jason Bateman: Craig Gregory
- Melanie Lynskey: Julie
- Chris Lowell: Kevin
- Sam Elliott: Maynard Finch

## Premis i nominacions

### Premis
- 2010: Globus d'Or al millor guió per Sheldon Turner i Jason Reitman
- 2010: BAFTA al millor guió adaptat per Sheldon Turner i Jason Reitman

### Nominacions
- 2010: Oscar a la millor pel·lícula
- 2010: Oscar al millor director per Jason Reitman
- 2010: Oscar al millor actor per George Clooney
- 2010: Oscar a la millor actriu secundària per Vera Farmiga
- 2010: Oscar a la millor actriu secundària per Anna Kendrick
- 2010: Oscar al millor guió adaptat per Jason Reitman i Sheldon Turner
- 2010: Globus d'Or a la millor pel·lícula dramàtica
- 2010: Globus d'Or al millor director per Jason Reitman
- 2010: Globus d'Or al millor actor dramàtic per George Clooney
- 2010: Globus d'Or al millor guió per Sheldon Turner i Jason Reitman
- 2010: Globus d'Or a la millor actriu secundària per Vera Farmiga
- 2010: Globus d'Or a la millor actriu secundària per Anna Kendrick
- 2010: BAFTA a la millor pel·lícula
- 2010: BAFTA al millor actor per George Clooney
- 2010: BAFTA a la millor actriu secundària per Vera Farmiga
- 2010: BAFTA a la millor actriu secundària per Anna Kendrick
- 2010: BAFTA al millor muntatge per Dana E. Glauberman